# ZZ Top
 (août 2022).
Si vous disposez d'ouvrages ou d'articles de référence ou si vous connaissez des sites web de qualité traitant du thème abordé ici, merci de compléter l'article en donnant les références utiles à sa vérifiabilité et en les liant à la section « Notes et références ».
ZZ Top (prononcer [ˈziː.ziː.tɑp]) est un groupe américain de blues rock originaire de Houston (Texas, États-Unis). Il connaît le sommet de sa célébrité dans les années 1970 et 1980. Le groupe a vendu plus de 70 millions d'albums à travers le monde, dont la moitié aux États-Unis.
La formation historique de ce trio réunit Billy Gibbons (chant, guitare et occasionnellement harmonica), Dusty Hill (chant, basse et occasionnellement claviers) et Frank Beard (batterie, percussions et chœurs). Cette formation demeure inchangée durant plus de cinquante ans, jusqu'à la mort de Dusty Hill, le 28 juillet 2021. Le technicien guitares du groupe, Elwood Francis, prend alors sa relève.

## Historique

### Origine du nom
Billy Gibbons explique dans le livre consacré au groupe Rock + Roll Gearhead que le nom est choisi en hommage au maître du blues B. B. King. Ils auraient d'abord choisi de s'appeler « ZZ King » mais cela ressemblait encore trop à l'original et considérant que ce « King » était au « Top », ils auraient ainsi opté pour ZZ Top.
Dernièrement[Quand ?], le groupe a cependant déclaré dans le magazine français Guitare Extrême que leur nom vient de la bière Corona Light, le L de Light ressemblant vaguement à un Z. Ils en auraient donc retourné deux pour obtenir le célèbre double Z. Ces diverses explications ne font qu'ajouter à la confusion mais connaissant l'humour des trois membres du groupe, cette profusion d'explications peut aussi être vue comme une sorte de plaisanterie récurrente de leur part.
Certains affirment qu'il s'agit du nom du papier à cigarette utilisé à l'époque par les membres du groupe. Pour d'autres, le groupe aurait pris ce nom pour que leurs albums soient toujours les derniers dans les bacs à disques (vinyles à l'époque) de tous les disquaires (le classement dans ces bacs étant le plus souvent alphabétique). Une rumeur persiste par ailleurs quant au fait qu'il s’agirait tout simplement d'une faute de frappe, le groupe devant s'appeler initialement « 22 top » et non « zz top ». Le nom peut aussi provenir de l'artiste de blues Z. Z. Hill ; hill signifiant « colline » d'où « top of the hill » (sommet de la colline) = ZZ Top.

### Formation et débuts (1969–1971)
Le groupe est formé le 20 juin 1969 par Billy Gibbons, qui vient de se faire offrir une guitare Fender Stratocaster par Jimi Hendrix, avec lequel il s'est lié d'amitié durant une tournée avec son ancien groupe The Moving Sidewalks, et qui le désigne comme « l’un des meilleurs jeunes guitaristes d’Amérique ». La première formation de ZZ Top comprend aussi le bassiste/organiste Lanier Greig, et le batteur Dan Mitchel, également ancien membre des Moving Sidewalks. Greig est ensuite remplacé par le bassiste Billy Etheridge, musicien de Stevie Ray Vaughan.
Pendant ce temps, à Dallas, le bassiste Dusty Hill et le batteur Frank Beard, 20 ans tous deux, essaient de gagner leur vie en se faisant passer pour le groupe anglais The Zombies, puis déménagent à Houston où ils rencontrent Billy Gibbons qui leur propose de remplacer la section rythmique de ZZ Top. Le groupe ainsi constitué donne son premier concert le 10 février 1970 à Beaumont, au Texas devant un unique spectateur,.
Le trio sort en 1971 son premier album, appelé sobrement ZZ Top’s First Album, au son résolument blues. Gibbons ne s'est jamais caché d'être avant tout un bluesman, même si on retrouve dans la musique du groupe des influences rock évidentes avec notamment plusieurs reprises d'Elvis Presley (Jailhouse Rock et Viva Las Vegas) ainsi que le psychédélisme (la reprise de Reverbation des 13th Floor Elevators sur la compilation Tribute to Roky Erickson).
À cette époque, Gibbons et Hill n'ont pas encore adopté les barbes surdimensionnées qui les rendront célèbres et arborent un style texan avec Stetson et santiags.

### Débuts du succès (1972–1979)
En 1972, ZZ Top sort l'album Rio Grande Mud puis, en 1973, Tres Hombres. Beaucoup de fans le considèrent comme le meilleur album du groupe. Il comporte un titre devenu l’un des plus grands classiques du rock, La Grange, évoquant une maison close texane.
Après la sortie de l'album Tejas, le trio fait une pause de deux ans durant laquelle les trois musiciens apprennent le saxophone et peaufinent leur nouvelle apparence. Ils reviennent avec l'album Degüello et le public les découvre avec leur nouveau look barbu, version prospecteurs, que l'avènement du clip rendra mondialement célèbre au début des années 1980.
Gibbons et Hill apparaissent désormais toujours affublés de lunettes de soleil, d'un chapeau de cow-boy et d'une barbe démesurée qui leur arrive à la ceinture. Curieusement, le dernier compère, Frank Beard - « Beard » signifiant « barbe » en anglais - n'en porte pas, ou du moins, la porte beaucoup plus courte quand cela lui arrive. Ces deux longues barbes deviennent l'élément identificateur du groupe et, en 1984, la société Gillette ira même jusqu’à offrir à Gibbons et Hill la somme d'un million de dollars pour tourner dans un spot publicitaire dans lequel ils raseraient leur barbe, mais ces derniers refusent. Lors de leurs prestations scéniques, Gibbons et Hill sont, par ailleurs, connus pour faire les mêmes gestes en même temps.

### Succès confirmé (1983–1990)

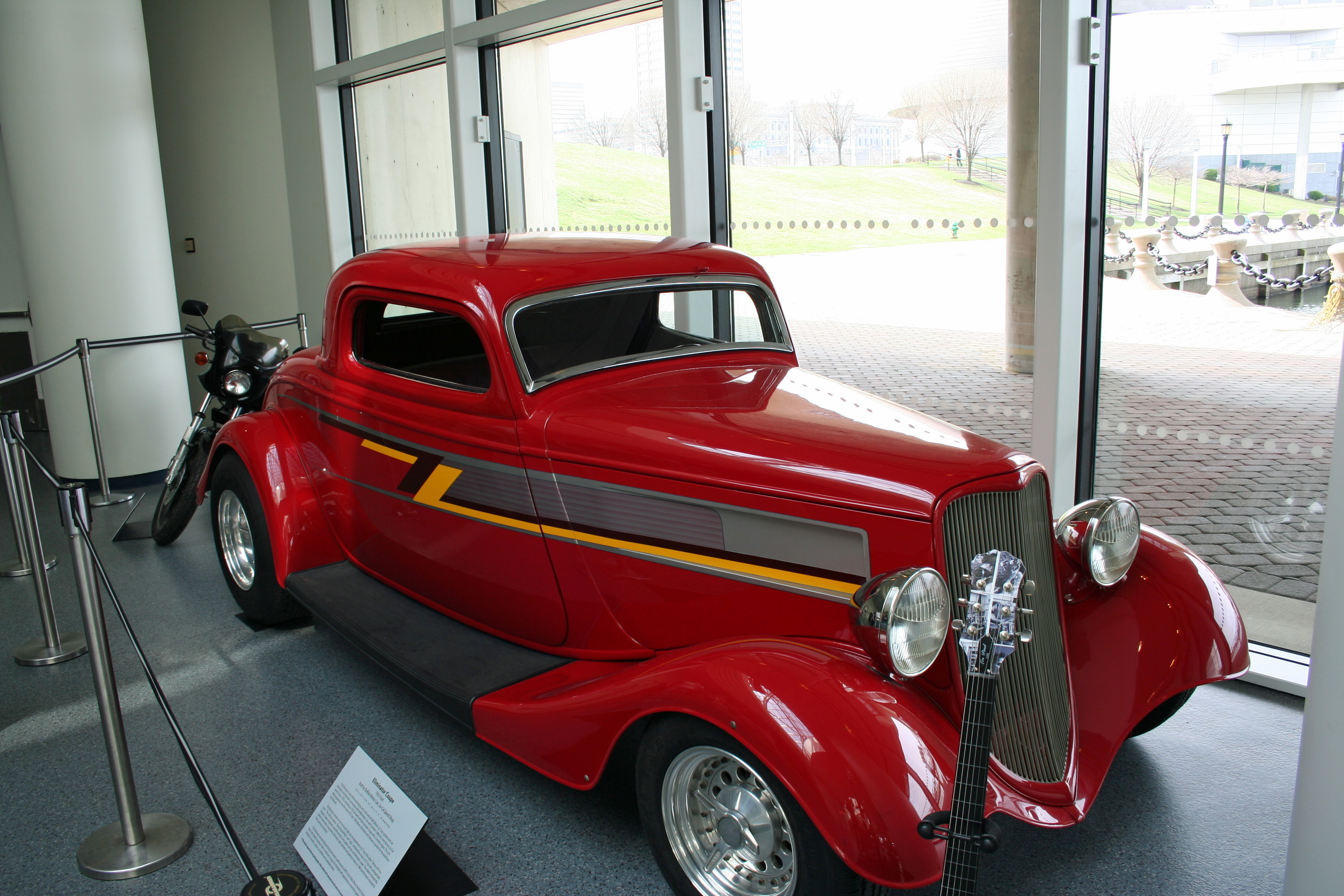
Hot rod ZZ Top Eliminator au Rock and Roll Hall of Fame de Cleveland dans l'Ohio.

En 1983, le groupe sort l'album Eliminator qui rencontre un succès phénoménal. Il se vend à plus de dix millions d'exemplaires aux États-Unis. On y retrouve quelques-uns des titres les plus célèbres du groupe et notamment Gimme All Your Lovin', Legs ou encore Sharp Dressed Man. Le son de cet album volontairement plus grand public déçoit néanmoins certains fans de la première heure qui voient d'un mauvais œil ce succès commercial incroyable.
Deux ans plus tard, le groupe sort l'album Afterburner, qui rencontre à nouveau un gros succès commercial. L'album sera cinq fois disque de platine aux États-Unis, sans toutefois atteindre le succès d'Eliminator. Sur cet album, le son des ZZ Top évolue encore et on retrouve plus de synthétiseurs et une batterie plus lourde que sur les précédents albums. On retrouve notamment sur cet album Velcro Fly et surtout Sleeping Bag et Rough Boy qui rencontrent un certain succès grâce notamment à des vidéoclips novateurs.
Le groupe a toujours véhiculé, avec un certain goût pour le second degré, un humour typiquement cow boy « texan » dans le choix des titres de chansons célébrant fréquemment les plaisirs simples de la bagarre (Beers Drinkers and Hell Raisers), de l'alcool (Arrested for Drivin While Blind, Whiskey'n Mama) et des femmes (A Fool for Your Stockings, Legs, Francine, Bad Girl, Got Me Under Pressure…), et même les prostituées (La Grange, Balinese, Mexican Blackbird…).

### Tournée discontinue (1990–2002)
Il faut attendre ensuite cinq ans pour qu'un nouvel album sorte et c'est une déception. Recycler se vend beaucoup moins bien que les précédents albums et ne trouve pas son public bien que le groupe continue à remplir les salles de concert à travers le monde. S'ensuivent plusieurs albums de qualité inégale (Antenna en 1994, Rhytmeen en 1996 et XXX en 1999) qui ne permettent jamais au groupe de retrouver un succès comparable à celui des années 1980. Le groupe continue à exister notamment grâce à une présence ininterrompue sur scène.

### Mescalero (2003–2011)
En 2003, ZZ Top publie son premier album (et le seul) des années 2000 : il a pour titre Mescalero.

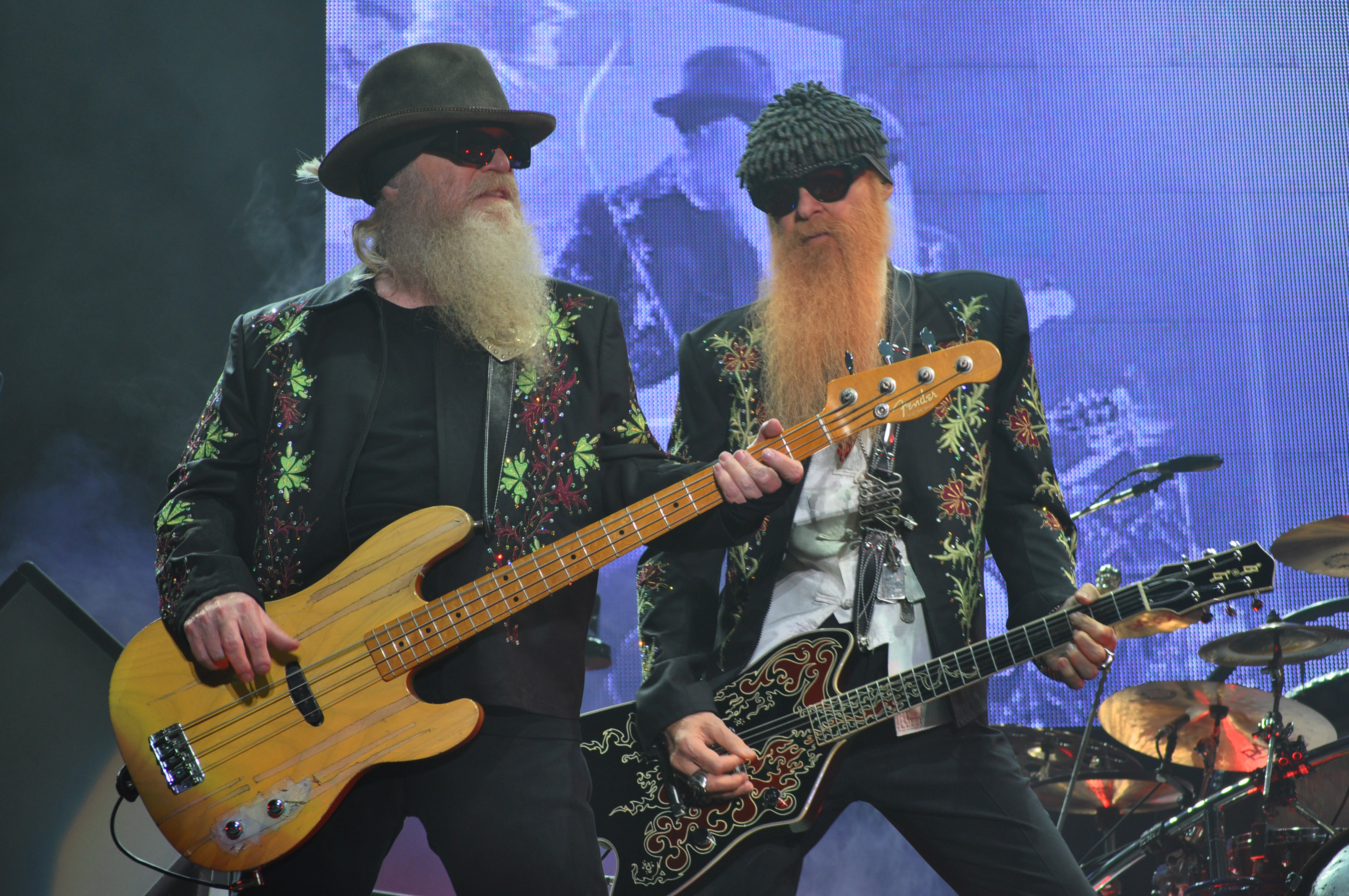
ZZ Top à Tours en 2011.

Malgré un nouvel échec commercial, le groupe ne cessera de se produire et de remplir les salles du monde entier. Très prisé des salles de concert nord-américaines, il effectue, lors de sa tournée mondiale 2008, son grand retour sur les scènes européennes (tête d'affiche du Festival des Vieilles Charrues 2008 à Carhaix dans le Finistère et du Caribana Festival 2009, à Crans-près-de-Céligny en Suisse) ainsi qu'un concert en plein-air à Urbach, un petit village de Moselle, lors de la Fête de la musique. En juillet 2010, ZZ Top est à l'affiche du festival Musilac à Aix-les-Bains et du festival Suikerrock de Tirlemont (Brabant flamand, Belgique), mais auparavant le trio participe au concert donné sur la place du Palais de Monaco, le 5 juillet, en bouquet final après Iggy Pop and The Stooges.
Le 1er juillet 2011, le groupe se produit au Zénith de Lille (qu'il a inauguré en 1996), le 2 juillet 2011 à l'affiche du festival de Beauregard, près de Caen, le 3 juillet 2011 au festival Country Bike-Rock à Tours, le 7 juillet 2011 au festival Blues Passions à Cognac et le 9 juillet 2011 au festival Les Déferlantes d'Argelès-sur-Mer.

### La Futura et dernières activités (depuis 2012)
ZZ Top se lance dans une tournée mondiale en 2012 : il se produit dans tous les États-Unis, et dans bien d'autres pays d'Europe (Finlande, Suède, Danemark…) dont la France les 27 et 29 juillet respectivement à l'Olympia de Paris et au festival Guitare en scène de Saint-Julien-en-Genevois.
2012 marque aussi le retour du trio texan en studio avec la publication d'un nouvel album après neuf ans de silence. Depuis 2011 circulent quelques bandes sons relatives à un nouveau single mais c'est un tout autre titre qui est officiellement lancé le 8 mai 2012 sur le site officiel du groupe, I Gotsta Get Paid, en partenariat avec une célèbre marque de boisson américaine. Le 5 juin 2012, le groupe sort un EP intitulé Texicali sur lequel figurent quatre titres du futur album du groupe.

Le nouvel album La Futura paraît le 11 septembre 2012,. Il comprend dix chansons dont Flying High et I Gotsta Get Paid. Cet album renoue avec des sonorités blues et a un style rock sudiste très prononcé. ZZ Top participe à l'édition 2013 du  Hellfest Open Air, du 21 au 23 juin 2013 à Clisson (en Loire-Atlantique), puis au festival des Nuits de Fourvières à Lyon (France) le 29 juin 2014.

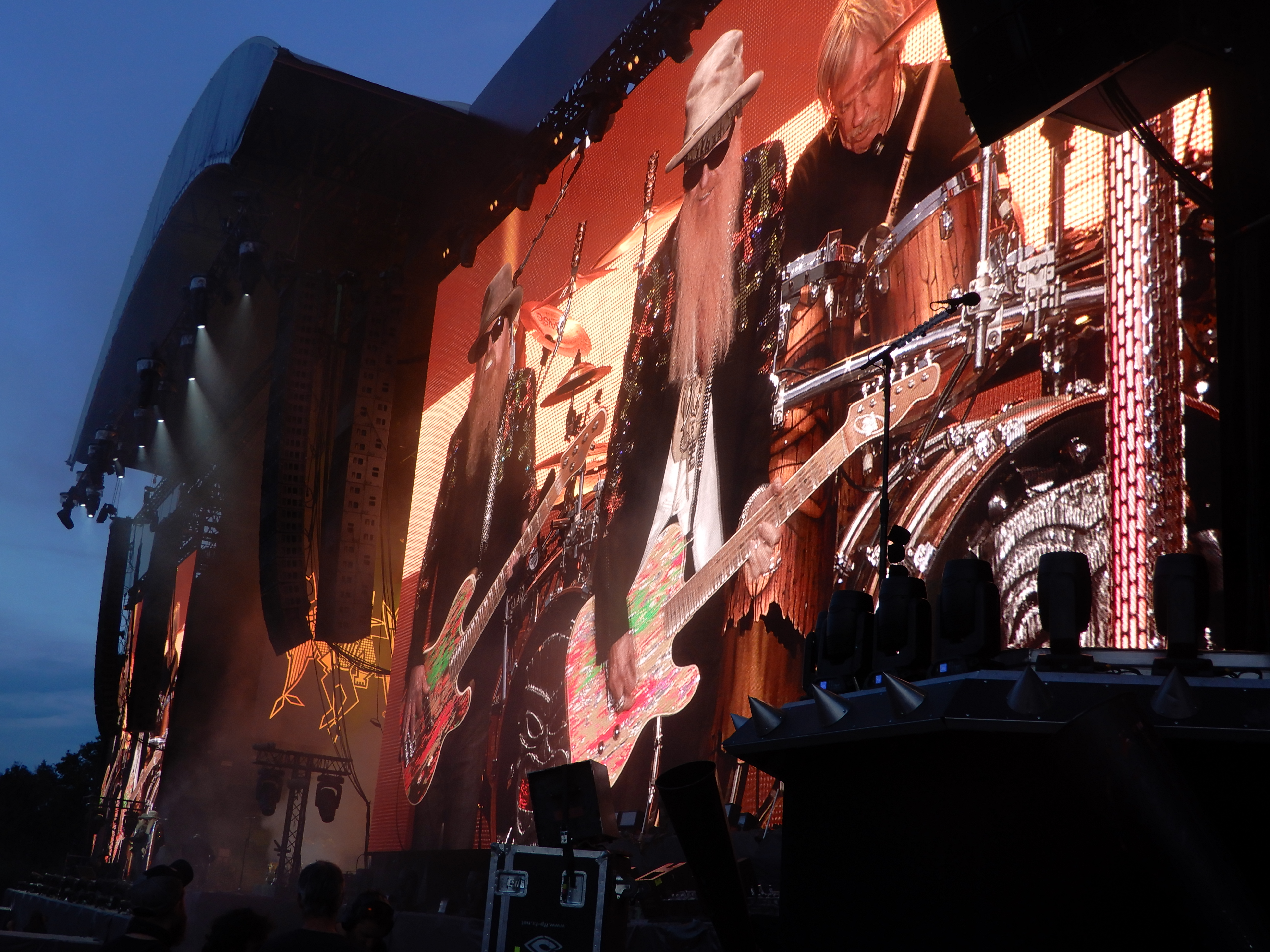
ZZ Top au Hellfest 2019

En 2015, le trio est à nouveau présent au Hellfest Open Air à l'occasion de la dixième édition du festival. Il participe à l'édition 2016 des Eurockéennes, à la première édition du Festival Rétro C Trop à Tilloloy (France) le 26 juin 2016 ainsi qu'à l'édition 2017 du Sierre Blues Festival en Suisse, et une date au Zénith de Paris en juin 2017, le troisième passage du groupe en cinq ans (2013 et 2015). Le bassiste Dusty Hill s'étant fracturé l'épaule début 2016, il est contraint d'assurer certaines parties de basse au clavier pour ménager sa blessure. Le groupe est également contraint de stopper sa tournée américaine à la fin de l'année 2017 à la suite de problèmes de santé de Dusty Hill, qui souffrirait de problèmes d'estomac.

### Mort de Dusty Hill et poursuite du groupe
Au cours du mois de juillet 2021, ZZ Top donne une série de concerts où Dusty Hill apparaît fatigué, ses déplacements difficiles le forçant à jouer assis. Dusty Hill joue pour la dernière fois le 18 juillet 2021 à Louisville, Kentucky. Le 23 juillet 2021, le groupe apparaît à Watertown sans son bassiste, qui s'est alors absenté pour se remettre d'un problème de hanche, et est remplacé par le technicien guitares du groupe, Elwood Francis. Dans la nuit du 27 au 28 juillet, dans son ranch de Houston, Texas, Dusty Hill meurt à l'âge de 72 ans, alors qu'il discutait avec son épouse, Charleen McCrory, après l'avoir réveillée. Il devait faire son retour avec le groupe dès le mois de septembre, après s'être rétabli. Les deux autres membres du groupe annoncent sa mort sur ses comptes Instagram et Facebook : « Nous, ainsi que les fans de ZZ Top à travers le monde, regretterons ta présence inébranlable, ta belle nature et ton engagement sans faille à donner cette assise au 'Top'. Tu vas beaucoup nous manquer, amigo. »
À l'annonce de décès de Dusty Hill, de nombreux artistes du monde du rock lui rendent hommage sur les réseaux sociaux : le chanteur-guitariste Paul Stanley (Kiss), le chanteur Ozzy Osbourne (Black Sabbath), le bassiste Flea (Red Hot Chili Peppers), le chanteur-guitariste Billy Corgan (The Smahing Pumpkins), le chanteur David Coverdale (Whitesnake), le batteur Mike Portnoy (Flying Colors) et le guitariste Joe Bonamassa, entre autres.
À la suite de la réception d'un SMS rédigé par Billy Gibbons, l'animateur de radio Eddie Trunk confirme sur son compte Twitter que le groupe continue, malgré la mort de Hill qui, avant de mourir, a déclaré : « Que le spectacle continue ! » C'est Elwood Francis qui remplacera à nouveau le défunt bassiste jusqu'à la fin de la tournée du groupe en mai 2022,.
Durant les concerts qui suivent la mort de Dusty Hill, ZZ Top rend régulièrement hommage à ce dernier, avec son chapeau posé sur son micro, mais également en reprenant Tush chantée par Dusty à l'aide d'un enregistrement de sa voix.  Avant de mourir, Dusty Hill a également enregistré des pistes vocales pour de nouvelles chansons.
En mars 2025, le batteur Franck Beard se retire de la tournée en cours pour raison de santé. Il est remplacé par John Douglas, membre de l'équipe technique, lequel a déjà remplacé Beard en concert en 2002.

## Le Delta Blues Museum

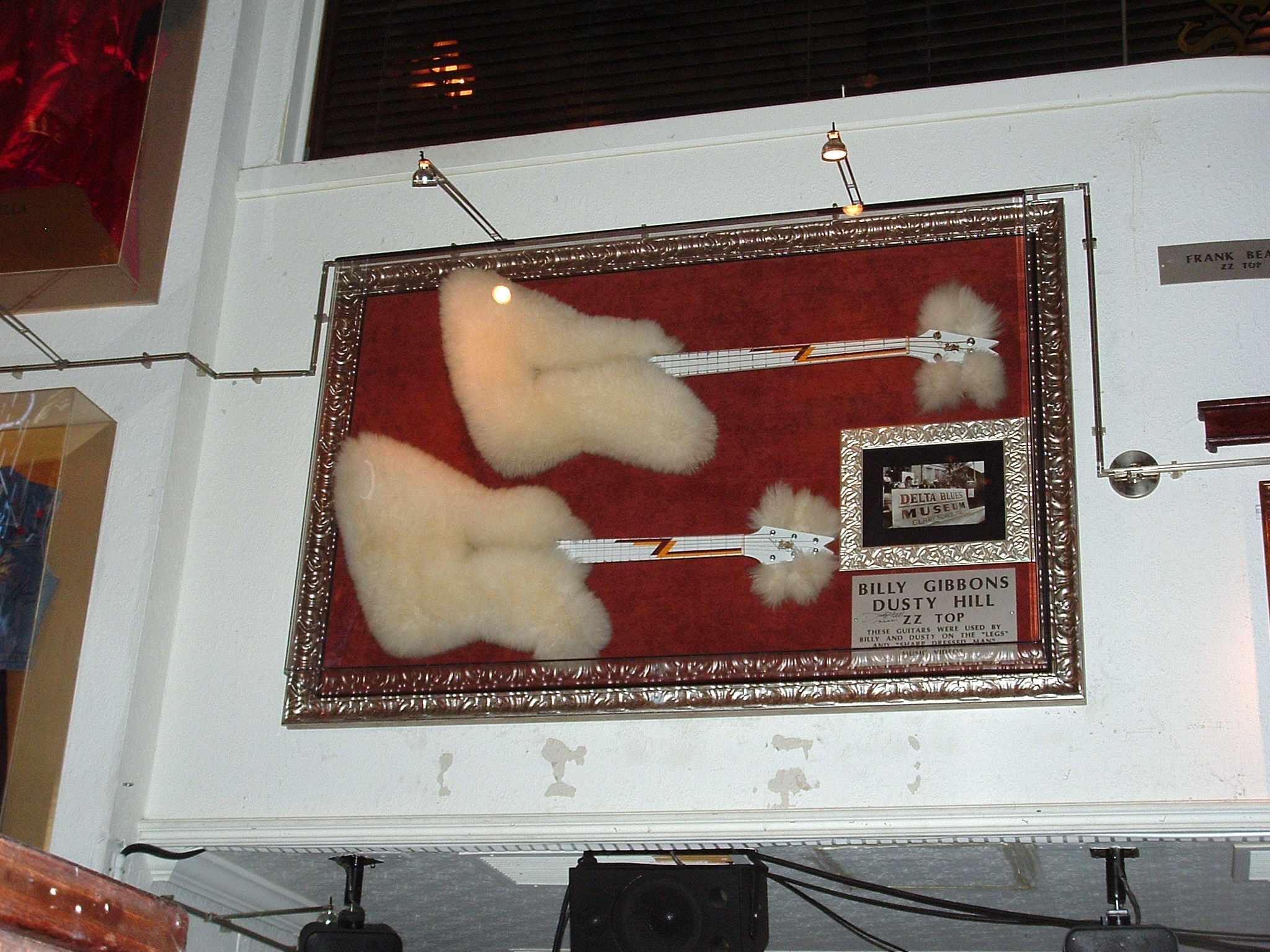
Hard Rock Cafe de Dallas.

Le groupe a collecté des fonds pour le Delta Blues Museum, le musée du blues créé en 1979 par Sid Graves situé à Clarksdale, dans le Mississippi.

## Médias

### Cinéma

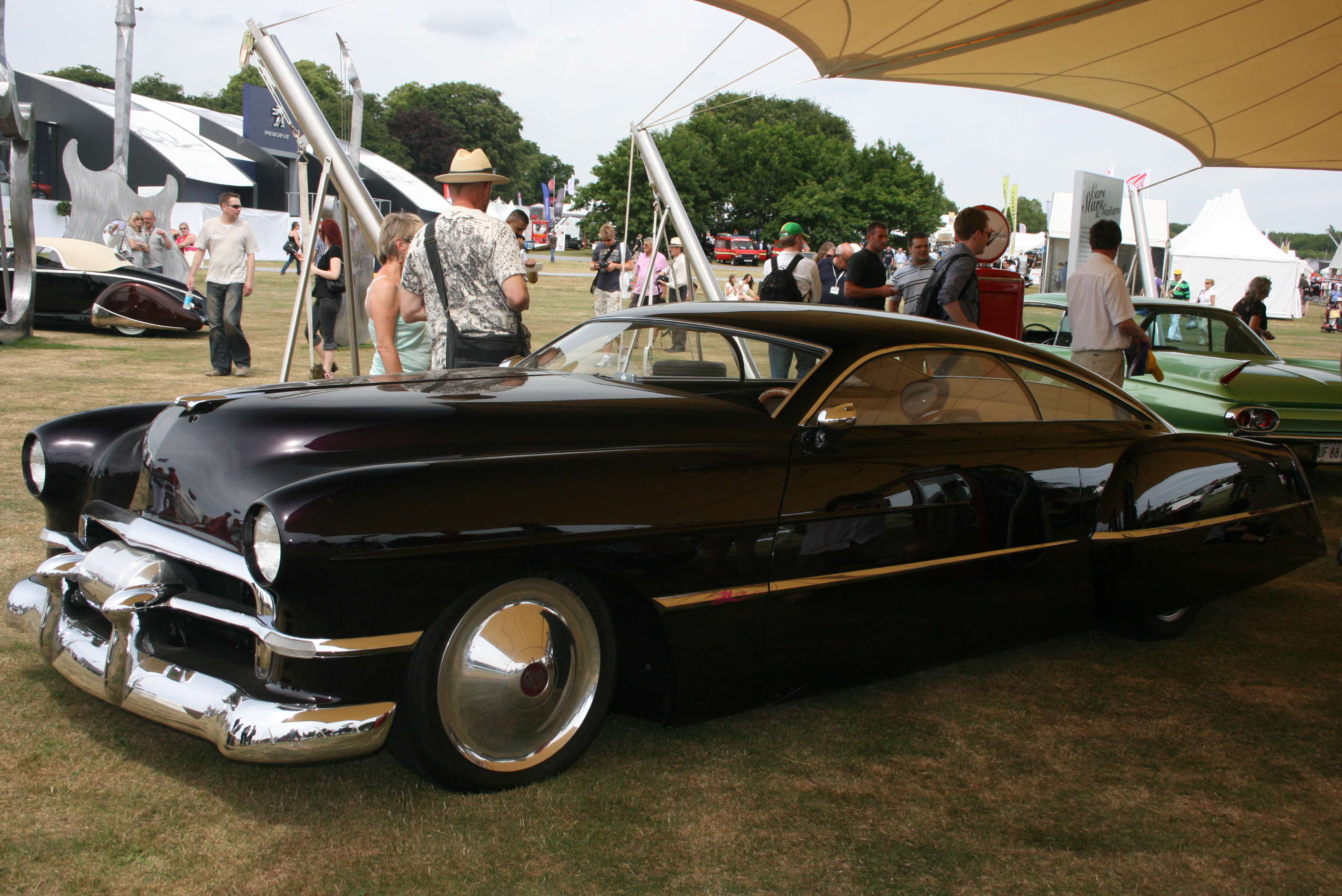
Hot rod CadZZilla au Festival de vitesse de Goodwood en 2010.

ZZ Top fait une brève apparition au cinéma dans Retour vers le futur 3, où le trio joue le rôle de musiciens dans un bal folk. Ils interprètent également une partie de la bande originale de ce film, avec leur composition Doubleback de l'album Recycler, tandis qu'apparaît à l'image leur Hot rod CadZZilla.
Billy Gibbons interprète la voix off et fait quelques apparitions dans le clip du titre Rockstar de Nickelback. Il y a aussi une référence au groupe dans le film O'Brother des frères Coen quand les trois héros affublés d'une longue barbe postiche chantent I'm a Man with Constant Sorrow. Il y a une allusion à ce groupe dans Blues Brothers 2000, lors de la chanson Ghost Riders in the Sky ; les Blues Brothers portent alors une longue barbe comme les ZZ Top, ce qui est explicitement dit.
Un clin d’œil au jeu de scène du groupe apparaît dans Astérix et Obélix : Mission Cléopâtre de Alain Chabat, sorti en 2001 : durant une scène où les esclaves égyptiens dansent sur la chanson I Feel Good de James Brown, trois personnages habillés comme les membres de ZZ Top, avec des briques comme guitares, imitent le jeu de scène de Gibbons et Hill.

### Télévision
Lors du WWE Raw du lundi 20 juillet 2009, les musiciens de ZZ Top sont les invités vedettes durant toute l'émission, suivant la règle que Vince McMahon a énoncée. Ils passent presque toute la soirée dans les coulisses en train de chanter, accompagnés de Santino Marella. Ils sont également invités dans l'émission de Jesse James, Monster Garage, où ils donnent une petite représentation aux garagistes invités par Jesse James.
Censé être le père du personnage d'Angela Montenegro (Michaela Conlin) dans la série télévisée Bones, Billy Gibbons y fait quelques apparitions. Le nom complet d'Angela dans la série, révélé lors de son mariage, est Angela Pearly Gates Montenegro, ce qui fait référence à la guitare fétiche de Billy Gibbons. Il apparaît dans un épisode de la deuxième, de la quatrième et de la cinquième saison de la série. Certains personnages de la série d'animation américaine les Simpsons font référence aux membres de ZZ Top, même si Matt Groening ne les a jamais directement dessinés.

### Internet
Une webactivité importante existe autour du groupe avec notamment le site « non officiel » de Peter Zurich Little Ol' Band From Texas. Sur le site ZZ Live, une véritable archive mondiale des concerts du groupe s'est organisée autour de Gregory K. Deeter (Houston) et Albert Phelipot (chargé de remastering pour plusieurs enregistrements devenus des références historiques, Triangle Records France), mais le site semble actuellement fermé.

### Jeux vidéo
On peut retrouver la célèbre chanson du groupe La Grange dans le jeu vidéo Guitar Hero 3: Legends of Rock ainsi que dans Guitar Hero: On Tour. La chanson Sharp Dressed Man fait également partie de la playlist du jeu Guitar Hero: Warriors Of Rock.
Dans le jeu Grand Theft Auto IV apparait la chanson Thug de l'album Eliminator, que l'on peut entendre sur la station Liberty Rock Radio 97.8, et dans Grand Theft Auto V, on peut entendre Gimme Me All Your Lovin', qui provient du même album, sur la station Los Santos Rock Radio.

## Controverse
En 1987, Warner sort pour la première fois les six premiers albums en CD, mais avec des remix des années 1980 très éloignés des originaux : c'est le controversé coffret The ZZ Top Sixpack. Les amateurs de blues déplorent que ces mix contiennent de la réverbération et recommandent d'écouter à la place la compilation CD intitulée Chrome, Smoke and BBQ sortie en 2003. Il est aussi possible de trouver sur internet les versions originales, beaucoup plus stridentes et frémissantes que les remixes de 1987.

## Membres

### Membres actuels
- Billy Gibbons – guitare, chœurs, chant solo, harmonica (depuis 1969), fiddle (1976), saxophone (1979)
- Frank Beard – batterie, percussions, chœurs (depuis 1970), saxophone (1979)
- Elwood Francis  – basse (depuis 2021)

#### Musiciens de concert
- John Douglas : batterie, percussions, en remplacement temporaire de Frank Beard (2002, depuis mars 2025)

### Anciens membres
- Dan Mitchell – batterie (1969)
- Lanier Greig (†) – basse, orgue Hammond (1969)[29], mort en février 2013.
- Billy Ethridge – basse (1969)
- Dusty Hill (†) – basse, claviers, chœurs, chant solo (1970-2021), saxophone (1979), mort le 28 juillet 2021.

## Discographie

### Albums studio
- 1971 : ZZ Top's First Album
- 1972 : Rio Grande Mud'
- 1973 : Tres Hombres
- 1975 : Fandango!
- 1976 : Tejas
- 1979 : Degüello
- 1981 : El Loco
- 1983 : Eliminator
- 1985 : Afterburner
- 1990 : Recycler
- 1994 : Antenna
- 1996 : Rhythmeen
- 1999 : XXX
- 2003 : Mescalero
- 2012 : La Futura

### Albums en concert
- 1980 : Live in Germany
- 2008 : Live from Texas
- 2022 : RAW ("That Little Ol' Band From Texas" Original Soundtrack) (Bande-son du documentaire)

### Compilations
- 1974 : Ten Legendary Texas Tails
- 1977 : The Best of ZZ Top
- 1987 : The ZZ Top Sixpack (6 albums en un seul coffret)
- 1992 : Greatest Hits
- 1994 : One Foot in the Blues
- 2003 : Compilation + inédits Chrome, Smoke and BBQ
- 2004 : Rancho Texicano
- 2006 : The Beginning of ZZ Top
- 2008 : Greatest Hits
- 2014 : The Very Baddest of ZZ Top
- 2019 : Goin' 50

## Vidéographie
- 2019 - That Little Ol' Band From Texas (interviews, archives inédites, animations et témoignages).